# Bestwishes
Bestwishes è la seconda raccolta del gruppo musicale finlandese Nightwish, pubblicata nel 2005.

## Tracce
1. Stargazers
2. The Kinslayer
3. She Is My Sin
4. Ever Dream
5. Come Cover Me
6. Know Why The Nightingale Sings
7. Bless the Child
8. End Of All Hope
9. The Riddler
10. Sleepwalker (Original)
11. Crownless
12. Sacrament of Wildernes
13. Walking in the Air
14. Beauty And The Beast
15. Wishmaster
16. Over The Hills And Far Away
17. Sleeping Sun